# Idaea infermata
Idaea infermata là một loài bướm đêm trong họ Geometridae.